# Spuma Bionda

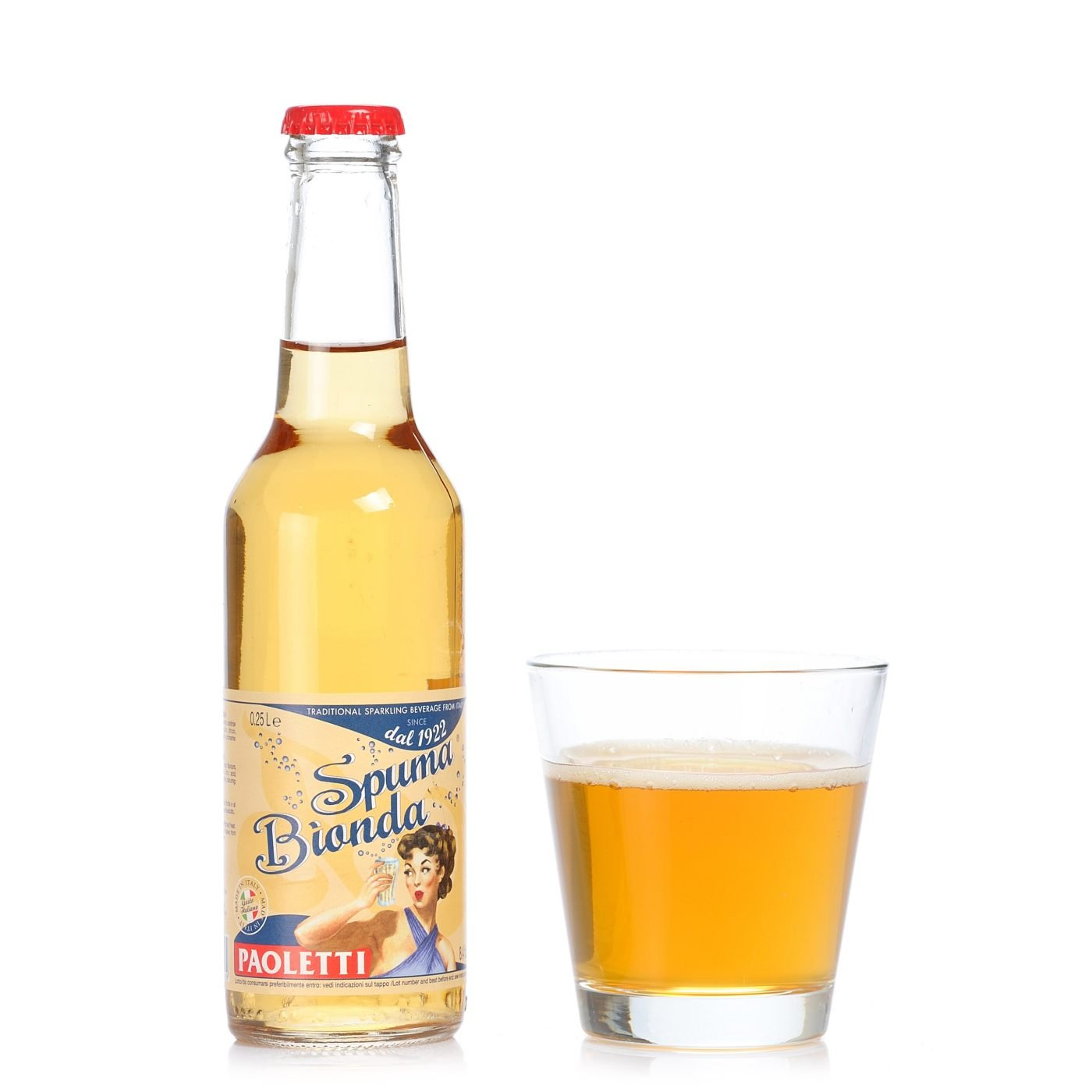
Paoletti Spuma Bionda

Spuma Bionda ist eine zuckerhaltige, italienische Limonade, die vor allem in Norditalien verbreitet ist.
Die Spuma Bionda enthält Sprudelwasser, Farbstoff, Zucker und Aromastoffe. Die Aromastoffe sind je nach Hersteller unterschiedlich, entsprechend können die verschiedenen Limonaden nach Mandarinen, Pfefferminz, Zitrone oder Bitterstoffen schmecken. 
Außer in purer Form wird Spuma Bionda, wie Almdudler, auch gemischt mit Rotwein getrunken. Diese Mischung war in früheren Zeiten auch in Kneipen, z. B. in der Toskana und der Lombardei, erhältlich. Sie lief dort unter dem Namen “mezzo e mezzo”, "o miscellato" oder "Sù e giò" (Aussprache in der Lombardei: sü e scho).

## Hersteller
Spuma Bionda wird von verschiedenen Getränkeproduzenten hergestellt. Ein verbreiteter Hersteller von Spuma Bionda ist San Benedetto. 